# Tom Fabritius
Tom Fabritius (* 1972 in Radeberg) ist ein deutscher Maler. Er lebt und arbeitet in Leipzig und gilt als Vertreter der so genannten Neuen Leipziger Schule (NLS).

## Leben
Fabritius reiste im Jahr 1984 mit seiner Familie aus der DDR aus. Er legte 1992 am Mörike-Gymnasium in Göppingen sein Abitur ab. Anschließend leistete er Zivildienst und begann danach mit dem Studium der Forstwissenschaften in Freiburg, was er nach dem Erlangen des Vordiploms abbrach, um ab 1996 an der Hochschule für Grafik und Buchkunst Leipzig ein Studium der Malerei und Grafik zu absolvieren. Von 2001 bis 2003 war er Meisterschüler bei Arno Rink.
Er war 2002 Mitgründer der Produzentengalerie LIGA in Berlin-Mitte, die von elf ehemaligen Studenten der HGB getragen wurde, unter anderen von Tim Eitel, Christoph Ruckhäberle, David Schnell, Matthias Weischer und Tilo Baumgärtel. Für die Ausstellungen dieser heterogenen Künstlergruppe wurde von der Presse bereits 2002 der Begriff „Neue Leipziger Schule“ gebildet. Die Produzentengalerie Liga löste sich nach zweijährigem Bestehen 2004 wieder auf.
Hans-Werner Schmidt zählt Fabritius zum inneren Kern der NLS. Sein Atelier befindet sich zurzeit im Kulturzentrum Leipziger Baumwollspinnerei.

## Werk
Fabritius’ Arbeiten beruhen auf Fernsehbildern, die er fotografisch festhält und denen er durch die Malerei eine neue Identität verschafft. Er „[…] schnappt sich seine Bildvorlagen, indem [er] als Hochsitz-Schütze vor dem Fernseher ausharrt und mit der Foto-Kamera im Anschlag auf spannende Konstellationen wartet. Wenn Fabritius diese mit der Kamera vorbereiteten ‚Augen-Blicke‘ in Aquarell auf Papier oder Acryl auf Leinwand umsetzt, gelingen ihm starke, zuweilen dramatische Bilder […]“

## Ausstellungen
- 2012 Alles über Sieger, Galerie Kleindienst, Leipzig
- 2012 Rauschen, Galerie Kampl, München
- 2012 Leipzig Art Panorama, Seongnam Art Center, Südkorea
- 2011 Convoy Leipzig, Biksady Gallery, Budapest
- 2010 Landschaften, Städtisches Kaufhaus, Leipzig
- 2010: Tom Fabritius – Casting. Galerie Michael Schulz, Berlin
- 2009: Lubok. Originalgrafische Bilderbücher, Museum der bildenden Künste, Leipzig[5]
- 2009 Werkschauhalle Leipzig
- 2008 Imágenes latentes, Galería Fúcares, Madrid
- 2008 Drawcula, Galerie Kleindienst, Leipzig
- 2007: Somewhere Else – anderswo. Kunstverein Göppingen[6]
- 2007/2008: Tom Fabritius – Suspicion. Antonio Colomba Arte Contemporana, Mailand[7]
- 2006: Zurück zur Figur. Malerei in der Gegenwart. Kunsthalle der Hypo-Kulturstiftung, München; auch 2006: Museum Franz Gertsch, Burgdorf/Schweiz[8]
- 2006: Story and Structure – Eight painters from Dresden and Leipzig. Marelliu Galerie, Mailand[9]
- 2005 Neue deutsche Malerei – Die Leipziger und Dresdener „Schulen“. Prag Biennale 2